# Rolf Storm (Politiker)
Rolf Storm (* 10. August 1945 in Kiel) ist ein deutscher Kaufmann und ehemaliger Politiker (FDP, LD). Er war für die FDP Mitglied der Bremischen Bürgerschaft. 

## Biografie

### Familie, Beruf
Storm war als kaufmännischer Angestellter und ab 1995 bis 2013 als Geschäftsführer in der C. Melchers GmbH in Bremen tätig. Seit den 2000er Jahren hält er Vorträge an der Universität Bremen bei der Seniorenweiterbildung zu Themen wie Zukunft der Stadt, Gesundheit, Landwirtschaft, Umwelt, China, Medien und vernetzte Welt.
1995 zog er nach Lilienthal um. Er hat zwei Mal geheiratet und mehrere Kinder.

### Politik
Storm war seit den 1960er Jahren Mitglied der FDP und der Deutschen Jungdemokraten, wo er seit 1968 im Kreisvorstand Bremen aktiv war (stellv. Vorsitzender und Vorsitzender). Von 1971 bis 1976 war er Mitglied im Stadtteilbeirat Bremen - Östliche Vorstadt sowie Vorsitzender des FDP-Ortsvereins Östliche Vorstadt. Im Beirat - Mitte war er von 1980 bis 1984; als stellv. Sprecher trat er im Oktober 1980 aus Solidarität zurück, nach der Abwahl der Beiratssprecherin Ursula Voigts (SPD). Um 1980 bis 1982 war er im Vorstand des FDP-Kreisverbandes Mitte/West. Der Verband forderte 1982 für Europa ein eigenes Sicherheitssystem. Storm vertrat 1981 die Jungdemokraten im Landesvorstand der FDP. Beim Bundesparteitag der FDP von 1981 in Köln gehörte er zu den 27 Prozent der Delegierten, die den NATO-Doppelbeschluss ablehnten und zu den 40 Prozent derer, die als Kompromiss lediglich eine Mittelstrecken-Stationierung auf See für erwägenswert ansahen.
Er war von 1976 bis 1979 für Wolf Traugott Kruse Mitglied der 9. Bremischen Bürgerschaft und Mitglied verschiedener Deputationen u. a. für Jugendhilfe.
Storm wurde Mitglied der 1982 gegründeten Liberalen Demokraten (LD) und war von 1983 bis 1984 Bremer Landesvorsitzender.

### Weitere Mitgliedschaften
Storm war von 1972 bis 1975 im Vorstand der Friedensgemeinschaft.

1976 wirkte er beim Aufbau des Bürgerhauses Weserterrassen mit.

Nach 2013 ist er für die Weiterbildung von Senioren bei der Universität Bremen aktiv.